# Jeunesses socialistes d'Euskadi
Les Jeunesses socialistes d'Euskadi (Juventudes Socialistas de Euskadi-Euskadiko Ezkerraren Gazteak en espagnol) est la fédération régionale des jeunes socialistes au Pays basque.

## Histoire

### Origines
Les Jeunesses socialistes d'Euskadi (JSE-EGAZ) sont créés en 1903 par Tomás Meabe dans la ville d'Erandio.
L'organisation dispose d'une large autonomie par rapport au PSE-EE puisqu'elle possède ses propres organes internes et un comité exécutif chargé de diriger le parti. Les JSE-EGAZ collaborent cependant avec le PSE-EE sur des questions de stratégie.

## Secrétaires généraux
| Nom               | Mandat      |
| ----------------- | ----------- |
| Patxi López       | 1985-1987   |
| Melchor Gil       | 1987-1990   |
| Mikel Torres      | 1990-2000   |
| Daniel Díez       | 2000-2002   |
| Eduardo Madina    | 2002-2005   |
| Ekain Rico        | 2005-2008   |
| Aitor Casado      | 2008-2012   |
| Alain Coloma      | 2012-2015   |
| Azahara Domínguez | depuis 2015 |